# Piedmont (California)
Piedmont è una città degli Stati Uniti d'America, situata in California, nella contea di Alameda. Fondata agli inizi del XX secolo prende nome dall'omonima regione italiana. Nel 2014 contava 11.236 abitanti.
Il suo piccolo centro abitato si trova all'interno della metropoli di Oakland.